# Коув
Ко̀ув (на английски: Cobh; на ирландски: An Cóbh, Ан Коув, от 1849 г. до 1922 г. Куинстаун, на английски: Queenstown) е град в южна Ирландия, графство Корк на провинция Мънстър. Разположен е в залива Корк Харбър на Атлантическия океан. Основан е през 1750 г. Има крайна жп гара, която е 6 километрово отклонение в южна посока от линията Корк-Йол. Открита е на 10 март 1862 г. Една от архитектурните забележителности на града е катедралата „Сейнт Колман“. Всяка година през август се провежда традиционна ветроходна регата. Населението му е 6541 жители от преброяването през 2006 г. 

## Спорт
Представителният футболен отбор на града носи името ФК Коув Рамблърс. Дългогодишен участник е в ирландската Премиър лига.

## Побратимени градове
- Колбушова, Полша
- Крузейро, Бразилия
- Плоермел, Франция